# Jean Baptiste Eblé

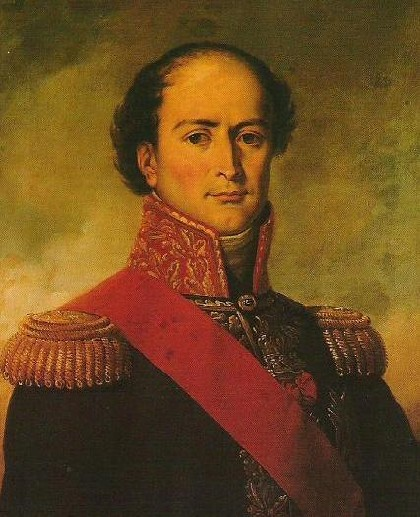
Jean Baptiste Eblé, Porträt von Jean-Baptiste Paulin Guérin

Jean Baptiste Eblé (* 21. Dezember 1758 in St. Johann bei Saargemünd; † 21. Dezember 1812 in Königsberg in Ostpreußen) war ein französischer Général de division.
Eblé zeichnete sich in den Kämpfen in den Niederlanden wiederholt aus. Er wurde daraufhin bereits im Oktober 1793 Général de division. Die rasche Eroberung der holländischen und belgischen Festungen war hauptsächlich sein Werk. Unter Moreau befehligte er zwischen 1795 und 1797 die französische Artillerie. In den folgenden Jahren diente er im Krieg gegen Neapel unter dem General Jean-Étienne Championnet und später erneut unter Moreau in dieser Stellung.
Anschließend organisierte Eblé die Artillerie der Batavischen Republik und nahm 1806/07 am Feldzug gegen Preußen teil. Er wurde 1808 Kriegsminister des Königreichs Westphalen. 1810 ging er zum Heer Massénas nach Portugal, bevor er 1812 als Kommandant des Pontontrains in der Großen Armee in Russland diente. Nur durch seine Umsicht und aufopfernde Arbeit war es möglich, die Pontonkolonnen auf dem Rückzug von Moskau mitzuführen und die Brücken für den Übergang über die Beresina herzustellen. Er war geschwächt infolge der erlittenen Strapazen und starb an seinem Geburtstag, dem 21. Dezember 1812 in Königsberg.